# Oliver Zangwill
Pour les articles homonymes, voir Zangwill.
Oliver Louis Zangwill (29 octobre 1913 - 12 octobre 1987) est un neuropsychologue britannique. Il a été professeur de psychologie expérimentale à l'université de Cambridge de 1952 à 1981. 

## Biographie
Oliver Zangwill naît à Littlehampton, dans le Sussex de l'Ouest. Son père était l'auteur Israel Zangwill ; sa mère était l'écrivaine Edith Ayrton, dont les parents étaient le physicien William Edward Ayrton et le médecin Matilda Chaplin. Il fait ses études à l'University College School (en) de Londres, puis à l'université de Cambridge, où il est membre du King's College. Il obtient son baccalauréat option arts en 1935 et sa maîtrise en 1939, après avoir terminé les Natural Sciences (Cambridge) (en), partie I en 1934 (classe 2), et la partie II des tripos de sciences morales (qui combinaient alors la philosophie et la psychologie), en 1935, obtenant les honneurs de 1ère classe avec distinction spéciale.
Il est professeur de psychologie expérimentale à l'université de Cambridge de 1952 à 1981, puis il est professeur émérite.
Il est élu membre de la Royal Society en 1977.

## Autres postes occupés
- Psychologue invité, Hôpital national des maladies nerveuses, Londres, 1947-1979
- Psychologue consultant honoraire aux United Cambridge Hospitals, 1969-1987
- Rédacteur en chef, Quarterly Journal of Experimental Psychology, 1958-1966
- Président : Section J, Association britannique pour l'avancement des sciences, 1963
- Président : Société de psychologie expérimentale, 1962-1963
- Président : Société britannique de psychologie, 1974-1975
- Membre du Conseil de la recherche biologique, Conseil de la recherche médicale, 1962-1966

## Publications
- An Introduction to Modern Psychology, 1950
- Cerebral Dominance and its relation to psychological function, 1960
- Current Problems in Animal Behaviour, 1961, avec William H. Thorpe)
- Amnesia, 1966, 2e éd. 1977
- Lateralisation of Language in the Child, 1981
- Handbook of Psychology, vol. 1, General Psychopathology, 1982
- The Oxford Companion to the Mind, 1987 (Edited, avec Richard L. Gregory  (ISBN 0-19-866124-X)